# Österfärnebo
Österfärnebo – miejscowość (tätort) w Szwecji, w regionie administracyjnym (län) Gävleborg, w gminie Sandviken.
Według danych Szwedzkiego Urzędu Statystycznego liczba ludności wyniosła: 470 (31 grudnia 2015), 461 (31 grudnia 2018) i 461 (31 grudnia 2019).